# Paul Haghedooren
Paul Haghedooren (Kortrijk, 11 d'octubre de 1959 - Knokke-Heist, 9 de novembre de 1997) va ser un ciclista belga, que fou professional entre 1982 i 1994. En el seu palmarès destaca el campionat nacional en ruta de 1985. El 1988 va donar positiu en un control antidopatge a la fi de la primera etapa del Tour del Llemosí. Per aquest motiu fou sancionat durant un mes. El 1990 va tornar a donar positiu en un altre control.

## Palmarès
- 1980
  - 1r al Circuit d'Hainaut
- 1985
  -  campionat nacional en ruta
  - 1r al Gran Premi Pino Cerami
- 1987
  - 1r al Gran Premi Raymond Impanis
  - Vencedor d'una etapa de la Volta a la Gran Bretanya
- 1991
  - Vencedor d'una etapa de la París-Bourges
  - Vencedor d'una etapa dels Quatre dies de Dunkerque
- 1992
  - 1r al Premi Nacional de Clausura
- 1993
  - Vencedor d'una etapa dels Quatre dies de Dunkerque
- 1995
  - Vencedor d'una etapa a la Volta a la província de Namur

### Resultats al Tour de França
- 1983. 49è de la classificació general
- 1983. Abandona (11a etapa)
- 1983. 33è de la classificació general
- 1983. 67è de la classificació general
- 1990. 106è de la classificació general

### Resultats a la Volta a Espanya
- 1988. 34è de la classificació general
- 1992. 78è de la classificació general